# Governo iugoslavo no exílio
O Governo do Reino da Iugoslávia no Exílio (Servo-croata: Vlada Kraljevine Jugoslavije u egzilu, Влада Краљевине Југославије у егзилу) foi o governo no exílio da Iugoslávia, chefiado pelo rei Pedro II. Evacuou de Belgrado em abril de 1941, após a invasão do país pelo Eixo, e foi primeiro para a Grécia, depois para a Palestina, depois para o Egito e finalmente, em junho de 1941, para o Reino Unido, e por isso também é referido como o "Governo em Londres" (Vlada u Londonu).

## História

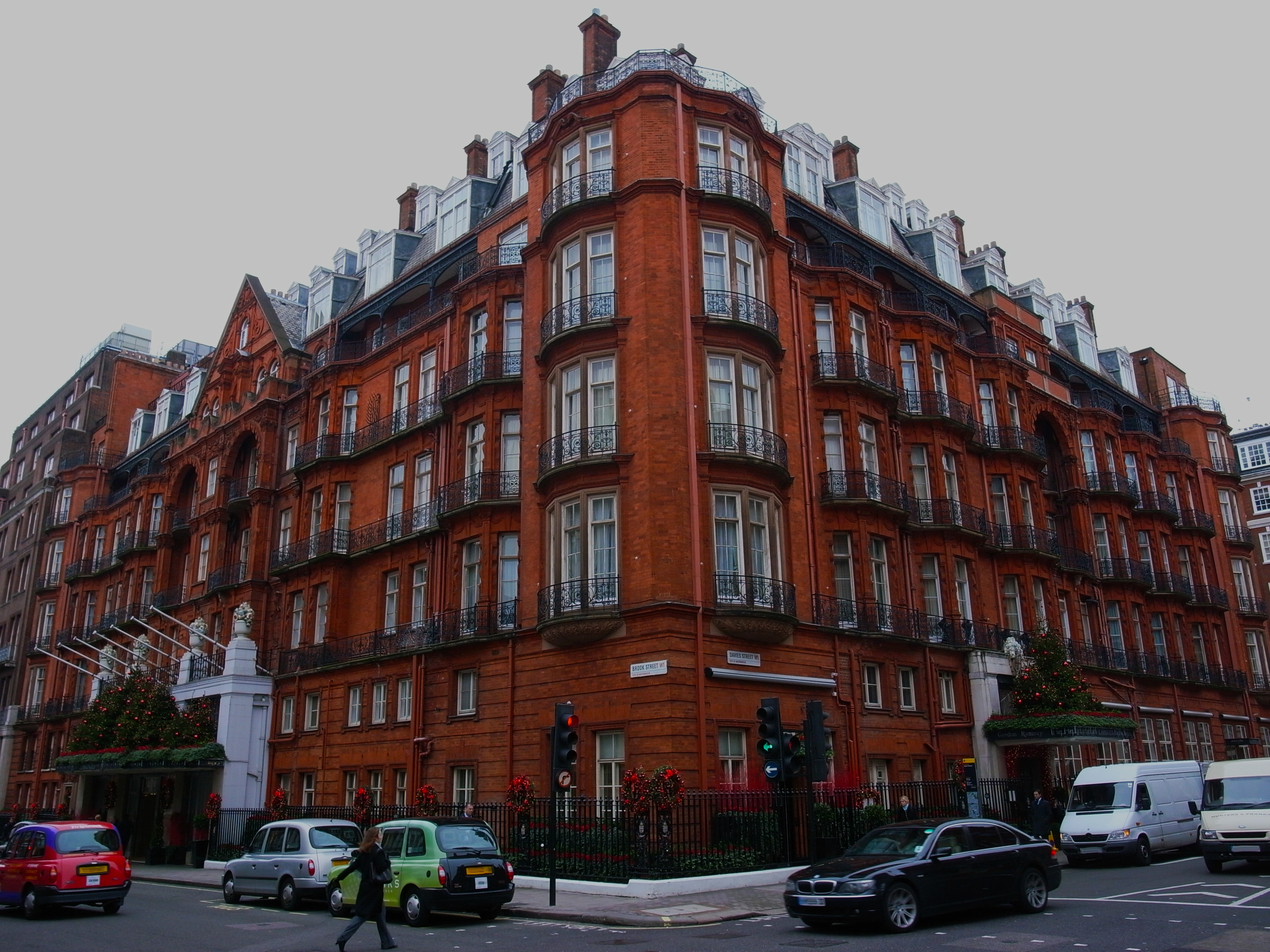
Claridge's Hotel em Londres, onde o governo iugoslavo no exílio estava localizado durante a guerra.

Segundo o professor de economia e historiador Jozo Tomasevich, o Reino da Iugoslávia era politicamente fraco desde o momento de sua criação em dezembro de 1918, e assim permaneceu durante o período entreguerras principalmente devido ao rígido centralismo combinado com fortes identidades étnico-religiosas.  Em particular, a primazia religiosa da Igreja Ortodoxa Sérvia nos assuntos nacionais e a discriminação contra católicos romanos e muçulmanos agravaram a insatisfação da população não- sérvia.  A política interna do reino tornou-se etnicamente polarizada, um fenômeno que tem sido chamado de "questão nacional" na Iugoslávia. 
Até 1929, esse estado de coisas foi mantido pela subversão do sistema democrático de governo. Em 1929, a democracia foi abandonada e uma ditadura real foi estabelecida pelo rei Alexandre I.  O rei tentou enfraquecer as divisões étnicas no país criando divisões administrativas baseado em rios ao invés de regiões tradicionais.  Em 1933, no entanto, o descontentamento na Sava Banovina, amplamente povoada por croatas, havia se desenvolvido em uma desordem civil total, que o regime rebateu com uma série de assassinatos e prisões de figuras-chave da oposição croata.  Quando Alexandre foi assassinado em Marselha em 1934 pelos nacionalistas croatas, seu primo, o príncipe Paulo, assumiu a regência, governando em nome do filho de 11 anos de Alexandre, Pedro II.  Após o assassinato de Alexandre, a Iugoslávia foi isolada militar e diplomaticamente. 

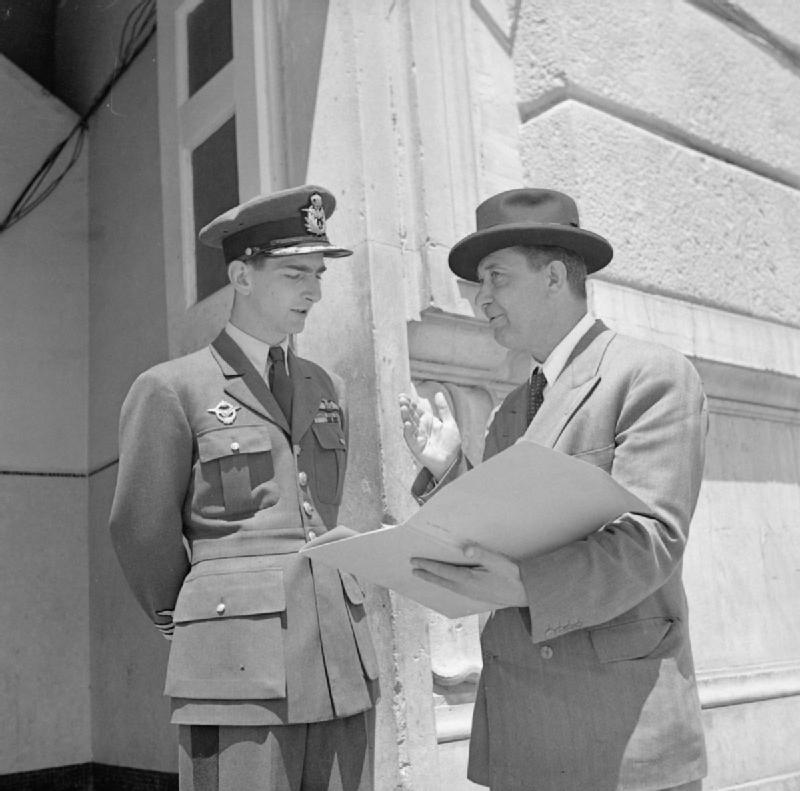
O rei Pedro II conferindo com o primeiro-ministro do governo iugoslavo no exílio, Ivan Šubašić.

O príncipe Paul fez repetidas tentativas de negociar um acordo político com Vladko Maček, o líder do Partido Camponês Croata (HSS). Em janeiro de 1937, o primeiro-ministro Milan Stojadinović se encontrou com Maček a pedido do príncipe Paul, mas Stojadinović não conseguiu conter a insatisfação croata com uma Iugoslávia dominada pelos sérvios.  Em 1938, a anexação alemã da Áustria deu à Iugoslávia uma fronteira comum com a Alemanha Nazista.  Naquele ano, o comandante da Força Aérea Real Iugoslava, tenente-general Dušan Simović, esteve envolvido em três planos de golpe - dois no início do ano impulsionados pela oposição sérvia à concordata com o Vaticano e um posterior desencadeado pela insatisfação com resultados das eleições de dezembro. 
Na noite de 3 de fevereiro de 1939, cinco ministros renunciaram ao governo em resposta a um discurso nacionalista sérvio feito pelo ministro da Educação, Bogoljub Kujundžić. Os cinco eram: o líder do senado esloveno, Anton Korošec; o líder da Organização Iugoslava Muçulmana (JMO), Mehmed Spaho; outro político da JMO, Džafer Kulenović; o franco-esloveno Snoj; e o sérvio Dragiša Cvetković.  O príncipe Paulo então dispensou Stojadinović e nomeou Cvetković em seu lugar, com instruções para que ele chegasse a um acordo com o líder croata Maček.  Enquanto essas negociações estavam em andamento, a Itália invadiu a Albânia. Em agosto de 1939, o Acordo de Cvetković–Maček foi concluído para criar a Banovina da Croácia, que seria uma unidade política relativamente autônoma dentro da Iugoslávia. Os croatas separatistas consideraram que o acordo não foi longe o suficiente, enquanto muitos sérvios acreditaram que foi longe demais.  O gabinete liderado por Cvetković formado na sequência do acordo era resolutamente anti-Eixo,  e incluía cinco membros do HSS, com Maček como vice-primeiro-ministro. 

## Antecedentes à invasão
Na época da Invasão da Polônia e subsequente eclosão da Segunda Guerra Mundial em setembro de 1939, o Serviço de Inteligência Iugoslavo estava cooperando com as agências de inteligência britânicas em larga escala em todo o país. Esta cooperação, que existia em menor grau durante o início dos anos 1930, intensificou-se após o Anschluss em 1938. Essas operações de inteligência combinadas visavam fortalecer a Iugoslávia e mantê-la neutra enquanto encorajava atividades secretas.  Desde o início da guerra, a diplomacia britânica concentrou-se em manter a Iugoslávia neutra, o que o embaixador Ronald Campbell aparentemente ainda acreditava ser possível.  Em meados de 1940, a pressão alemã sobre o governo resultou na renúncia do Ministro do Interior, Dr. Stanoje Mihaldžić, que organizava atividades secretas anti-Eixo.  Em meados de 1940, a inteligência britânica tomou conhecimento da conspiração do golpe, mas conseguiu desviar os planos, preferindo continuar trabalhando por meio do príncipe Paul.  O escritório do Executivo de Operações Especiais (SOE) em Belgrado não mediu esforços para apoiar a oposição ao governo anti-Eixo de Cvetković, o que minou o equilíbrio duramente conquistado na política iugoslava que o governo representava. A SOE Belgrado estava envolvida com políticas e interesses pró-sérvios e desconsiderou ou subestimou as advertências da SOE Zagreb e dos diplomatas britânicos naquela cidade, que entendiam melhor a situação na Iugoslávia como um todo.  Em outubro de 1940, Simović foi novamente abordado por conspiradores que planejavam um golpe, mas ele não se comprometeu. 
A situação da Iugoslávia piorou em outubro de 1940, quando a Itália invadiu a Grécia da Albânia, e o fracasso inicial dos italianos em avançar apenas aumentou a apreensão iugoslava de que a Alemanha seria forçada a atacar a Grécia para ajudar a Itália. Em setembro e novembro de 1940, respectivamente, a Alemanha forçou a Hungria e a Romênia a aderir ao Pacto Tripartite.  No início de novembro de 1940, Nedić, que acreditava que a Alemanha venceria a guerra, propôs ao governo que abandonasse sua posição neutra e se juntasse ao Eixo o mais rápido possível, na esperança de que a Alemanha protegesse a Iugoslávia contra seus "vizinhos gananciosos".  Alguns dias depois, o príncipe Paulo, percebendo a impossibilidade de seguir o conselho de Nedić, o substituiu.  A planejada invasão da Grécia pela Alemanha seria simplificada se a Iugoslávia pudesse ser neutralizada.  Nos meses seguintes, o príncipe Paulo e seus ministros trabalharam sob pressão diplomática alemã esmagadora, a ameaça de um ataque dos alemães do território búlgaro e a relutância dos britânicos em prometer apoio militar prático.  No final de 1940, a política britânica em relação ao governo da Iugoslávia mudou da aceitação da neutralidade iugoslava para pressionar o país por apoio na guerra contra a Alemanha. 
Em janeiro de 1941, os Estados Unidos colocaram pressão adicional sobre o príncipe Paulo, pedindo a não cooperação com a Alemanha.  Em 14 de fevereiro, Adolf Hitler se reuniu com Cvetković e o ministro das Relações Exteriores da Iugoslávia, Aleksandar Cincar-Marković, e solicitou a adesão da Iugoslávia ao Pacto Tripartite. Ele também pressionou pela desmobilização do Exército Real Iugoslavo,  e pela concessão de permissão para transportar suprimentos alemães através do território da Iugoslávia, juntamente com uma maior cooperação econômica. Em troca, ele ofereceu um porto perto do Mar Egeu e segurança territorial.  Em 1º de março, a Iugoslávia ficou ainda mais isolada quando a Bulgária assinou o Pacto e o exército alemão chegou à fronteira búlgaro-iugoslava. 
Em 4 de março, o príncipe Paul se encontrou secretamente com Hitler em Berchtesgaden e foi novamente pressionado a assinar o Pacto. Hitler não solicitou passagem de tropas pela Iugoslávia e ofereceu a cidade grega de Salonica.  Um limite de tempo para o príncipe Paul, que estava disponível e "vacilante", não foi definido. O príncipe Paulo, em meio a uma crise ministerial, ofereceu um Pacto de não-agressão e uma declaração de amizade, mas Hitler insistiu na adesão ao pacto.  O príncipe Paulo advertiu que "temo que, se seguir seu conselho e assinar o Pacto Tripartido, não estarei mais aqui em seis meses." 

### Iugoslávia assina o Pacto
Em 17 de março, o príncipe Paul voltou a Berchtesgaden e foi informado por Hitler que era sua última chance para a Iugoslávia aderir ao Pacto, renunciando desta vez ao pedido de uso das ferrovias iugoslavas para facilitar sua adesão.  Em 19 de março, o Príncipe Paulo convocou um Conselho da Coroa para discutir os termos do Pacto e se a Iugoslávia deveria assiná-lo.  Os membros do Conselho estavam dispostos a concordar, mas apenas sob a condição de que a Alemanha tornasse públicas suas concessões. A Alemanha concordou e o Conselho aprovou os termos. Três ministros renunciaram em 20 de março em protesto contra a assinatura iminente do Pacto.  Os alemães reagiram impondo um ultimato para aceitar até meia-noite de 23 de março ou perder qualquer outra chance.  O príncipe Paulo e Cvetković concordaram e aceitaram, apesar de acreditarem que as promessas alemãs eram "inúteis".  Em 23 de março, a garantia da Alemanha à segurança territorial da Iugoslávia e sua promessa de não usar suas ferrovias foram divulgadas.  No Reino Unido, Alexander Cadogan, Subsecretário Permanente de Estado para Relações Exteriores, escreveu em seu diário que "os iugoslavos parecem ter vendido suas almas ao Diabo. Todos esses povos balcânicos são lixo." 
Em 25 de março, o pacto foi assinado no palácio Belvedere, em Viena. A rádio alemã anunciou posteriormente que "as Potências do Eixo não exigiriam o direito de passagem de tropas ou materiais de guerra", enquanto o documento oficial mencionava apenas tropas e omitia a menção de materiais de guerra. Da mesma forma, a promessa de dar Salônica à Iugoslávia não aparece no documento.  No dia seguinte, manifestantes sérvios se reuniram nas ruas de Belgrado gritando "Melhor o túmulo do que um escravo, melhor uma guerra do que o pacto". 

### Golpe de Estado
Um golpe de estado ocorreu em 27 de março de 1941 em Belgrado. O golpe foi planejado e conduzido por um grupo de oficiais pró-ocidentais sérvios da Força Aérea Real Iugoslava e da Guarda Real formalmente liderados por Simović. Para fins práticos, vários outros desempenharam papéis de liderança na condução do golpe. Alguns outros líderes civis provavelmente estavam cientes do golpe antes de ser lançado e passaram a apoiá-lo assim que ocorreu, mas eles não estavam entre os organizadores. O Partido Comunista da Iugoslávia não participou do golpe, embora tenha feito uma contribuição significativa para os protestos de rua em massa em muitas cidades que sinalizaram apoio popular ao golpe depois que ele ocorreu. O golpe foi bem-sucedido e derrubou a regência de três membros, bem como o governo de Cvetković. O golpe vinha sendo planejado há vários meses, mas a assinatura do Pacto Tripartite estimulou os organizadores a realizá-lo, incentivados pelo SOE. Os conspiradores militares levaram ao poder o rei de 17 anos, que declararam ser maior de idade para assumir o trono, e um governo de unidade nacional foi formado com Simović como primeiro-ministro e Maček e Slobodan Jovanović como seus vice-premiers.

### Governo pós-golpe
Após o golpe, o novo governo de Simović recusou-se a ratificar a assinatura do Pacto Tripartite pela Iugoslávia, mas não o descartou abertamente. Hitler, irritado com o golpe e os incidentes anti-alemães em Belgrado, reuniu seus oficiais superiores e ordenou que a Iugoslávia fosse esmagada sem demora.  No mesmo dia do golpe, ele emitiu a Diretiva 25 do Führer, que exigia que a Iugoslávia fosse tratada como um estado hostil.  A Itália deveria ser incluída nas operações e a diretiva fazia menção específica de que "[e]sforços serão feitos para induzir a Hungria e a Bulgária a participar das operações, oferecendo-lhes a perspectiva de recuperar o Banat e a Macedônia".  Além disso, a diretiva afirmava que "[i] tensões internas na Iugoslávia serão encorajadas ao dar garantias políticas aos croatas". 
Em 30 de março, o chanceler Momčilo Ninčić convocou o embaixador alemão Viktor von Heeren e entregou-lhe uma declaração declarando que o novo governo aceitaria todas as suas obrigações internacionais, incluindo a adesão ao Pacto Tripartite, desde que os interesses nacionais do país fossem protegido. Von Heeren voltou ao seu escritório para descobrir uma mensagem de Berlim instruindo que o contato com oficiais iugoslavos deveria ser evitado, e ele foi chamado de volta a Berlim. Nenhuma resposta foi dada a Ninčić. Em 2 de abril, foram emitidas ordens para a evacuação da embaixada alemã, e o encarregado de negócios alemão aconselhou os diplomatas de países amigos a deixar o país.  Em 3 de abril, a Diretiva 26 do Führer foi emitida, detalhando o plano de ataque e a estrutura de comando para a invasão. A Hungria e a Bulgária receberam a promessa do Banato e da Macedônia iugoslava, respectivamente, e o exército romeno foi convidado a não participar, mantendo sua posição na fronteira dos países.  O conflito interno na Hungria sobre os planos de invasão entre o exército e a Teleki levou ao suicídio do primeiro-ministro naquela mesma noite. Também em 3 de abril, Edmund Veesenmayer, representando o Dienststelle Ribbentrop, chegou a Zagreb em preparação para uma mudança de regime. 
Simović nomeou Maček como vice-primeiro-ministro mais uma vez no novo governo, mas Maček relutou e permaneceu em Zagreb enquanto decidia o que fazer. Embora considerasse que o golpe havia sido uma iniciativa inteiramente sérvia voltada tanto para o príncipe Paulo quanto para o Acordo Cvetković-Maček, ele decidiu que precisava mostrar o apoio do HSS ao novo governo e que era necessário aderir a ele.  Em 4 de abril, ele viajou para Belgrado e aceitou o cargo,  sob várias condições; que o novo governo respeite o Acordo Cvetković-Maček e expanda a autonomia da Croácia Banovina em alguns aspectos, que o novo governo respeite a adesão do país ao Pacto Tripartido e que um sérvio e um croata assumam temporariamente o papel de regentes.  Naquele mesmo dia, o político croata exilado e líder Ustaše Ante Pavelić pediu aos croatas que iniciassem uma revolta contra o governo por causa de seu programa de rádio Velebit baseado na Itália. 
Em 5 de abril, o novo gabinete se reuniu pela primeira vez. Embora as duas primeiras condições estabelecidas por Maček fossem atendidas, a nomeação de regentes era impraticável, pois o príncipe Pedro havia sido declarado maior de idade. Envolvendo representantes de todo o espectro político, o gabinete de Simović era "extremamente desunido e fraco".  Incluía membros que se enquadravam em três grupos; aqueles que se opunham fortemente ao Eixo e se preparavam para enfrentar a guerra com a Alemanha, aqueles que defendiam a paz com a Alemanha e aqueles que não estavam comprometidos. 

## Invasão e fuga
A invasão do Eixo na Iugoslávia começou em 6 de abril. O bombardeio de Belgrado forçou o governo a buscar abrigo fora da cidade.  A partir daí, o rei Pedro e Simović planejaram partir para o exílio. Maček, recusando-se a deixar o país, renunciou em 7 de abril e designou Juraj Krnjević como seu sucessor.  Maček voltou para Zagreb. Três outros ministros também se recusaram a deixar a Iugoslávia: Ivan Andres e Bariša Smoljan do HSS e Kulenović do JMO.  O governo se reuniu em solo iugoslavo pela última vez em 13 de abril perto de Pale. De lá, eles viajaram para Nikšić, onde voaram para fora do país para Atenas. 

## Gabinete Simović
O rei Pedro, todos os principais líderes do golpe de estado, a maior parte do gabinete de Simović e vários funcionários do governo voaram da Iugoslávia para a Grécia de 14 a 15 de abril. Após uma breve parada em Atenas, eles viajaram para Jerusalém, onde foram temporariamente acomodados. Em 21 de junho, o rei e a maior parte do gabinete chegaram a Londres. Vários membros do gabinete que deixaram a Iugoslávia não viajaram para Londres e acabaram nos Estados Unidos ou no Canadá. Alguns políticos e funcionários do governo viajaram para a Cidade do Cabo, na África do Sul, onde constituíram uma espécie de governo de reserva. Bogoljub Ilić, que permaneceu Ministro do Exército e da Marinha e também se tornou Chefe do Estado-Maior no lugar de Simović, estabeleceu um novo Comando Supremo Iugoslavo no Cairo. Os remanescentes do Exército e da Marinha Real Iugoslava que haviam escapado do país estavam concentrados na Palestina e no Egito sob seu comando. O governo também nomeou um representante especial no Oriente Médio, Jovan Đonović, responsável pela propaganda e comunicação com contatos na Iugoslávia ocupada. 
Embora o golpe de estado tenha gerado uma quantidade significativa de boa vontade para com o governo pós-golpe no Ocidente, esse espírito evaporou com a derrota ignominiosa do governo e das forças armadas durante a invasão. Muito do esforço inicial dos membros sérvios do gabinete foi focado em colocar a culpa pela derrota nos Ustaše ou mesmo nos croatas em geral. 
O Reino da Iugoslávia logo foi dividido pelo Eixo em várias entidades. Alemanha, Itália, Hungria e Bulgária anexaram algumas áreas fronteiriças completamente. Uma Grande Alemanha foi expandida para incluir a maior parte de Drava Banovina. A Itália acrescentou o governo da Dalmácia e mais de um terço da Drava Banovina ocidental ao Império Italiano. Uma Croácia expandida foi reconhecida pelo Eixo como o Estado Independente da Croácia (Nezavisna Država Hrvatska, NDH). No papel, o NDH era um reino, e o 4º Duque de Aosta foi coroado como Rei Tomislav II da Croácia. O território sérvio torno -se uma administração militar da Alemanha dirigida por governadores militares, com um governo civil sérvio liderado por Milan Nedić. Nedić tentou obter o reconhecimento alemão da Sérvia como um estado sucessor da Iugoslávia e reivindicou o rei Pedro II como monarca da Sérvia. Estados fantoches também foram criados em Montenegro e no sul da Iugoslávia. A Hungria ocupou e anexou várias regiões do norte.
O rei Pedro II, que havia escapado para o exílio, ainda era reconhecido como rei de todo o estado da Iugoslávia pelos Aliados. A partir de 13 de maio de 1941, o " Exército Iugoslavo da Pátria" em grande parte sérvio (Jugoslovenska vojska u otadžbini, ou JVUO, ou Četniks) resistiu à ocupação do Eixo na Iugoslávia. Este movimento de resistência antialemão e anticomunista foi comandado pelo general monarquista Draža Mihailović. Por muito tempo, os Četniks foram apoiados pelos britânicos, pelos Estados Unidos e pelo governo real iugoslavo no exílio do rei Pedro II.
No entanto, ao longo da guerra, o poder efetivo mudou para as mãos dos guerrilheiros comunistas de Josip Broz Tito. Em 1943, Tito proclamou a criação da Iugoslávia Federativa Democrática (Demokratska federativna Jugoslavija). Os Aliados gradualmente reconheceram as forças de Tito como a oposição mais forte à ocupação alemã. Eles começaram a enviar a maior parte de sua ajuda aos guerrilheiros de Tito, em vez dos monarquistas Četniks. Em 16 de junho de 1944, o acordo Tito-Šubašić foi assinado, fundindo os governos de facto e de jure da Iugoslávia.
Durante seu exílio, o rei Pedro II foi educado na Universidade de Cambridge, serviu na Força Aérea Real e casou-se com a princesa Alexandra da Grécia e Dinamarca, que era filha única do falecido rei Alexandre I da Grécia e da princesa Aspásia da Grécia e Dinamarca.

## Gabinete Jovanović
Jovanović assumiu o cargo de primeiro-ministro em 11 de janeiro de 1942 com a demissão de Simović. Sua nomeação original como vice-primeiro-ministro no governo Simović foi em reconhecimento ao respeito que ele gerou e porque ele era visto como uma contraparte sérvia de Maček como um líder geral dos sérvios em todo o país. Ele era um liberal positivista e não romântico que se opunha tanto ao fascismo quanto ao comunismo, mas não estava diretamente ligado a nenhum partido político. É claro que Simović foi retirado do gabinete, assim como Ilić, que havia sido Ministro do Exército. Este último foi substituído por Mihailović, mas como ele estava na Iugoslávia, o governo de Londres estava agora firmemente nas mãos de civis. 

## Gabinete Šubašić
Ivan Šubašić assumiu o cargo em 1 de junho de 1944. Ele foi nomeado para negociar com Tito por causa de sua posição especial no Partido Camponês Croata, sua lealdade à dinastia Karađorđević, sua moderação em comparação com outros políticos croatas e sua experiência em situações difíceis. No entanto, sua nomeação após meses de pressão britânica sobre o rei dependia da eliminação de Mihailovich do gabinete.
Dez dias após sua nomeação, Šubašić fugiu para a ilha de Vis, no Mar Adriático, a fim de se encontrar com Tito e tentar formar um governo de coalizão. Tito concordou em adiar a decisão sobre a forma de governo até o final da guerra, e Šubašić, por sua vez, reconheceu que apenas a administração partidária do território iugoslavo receberia apoio. Ele também prometeu que o governo incluiria apenas pessoas que não se opuseram anteriormente a Tito e sua organização e que se concentraria em garantir o apoio internacional. O acordo foi assinado em 16 de junho sem consulta por Šubašić, mesmo com o rei.
Após seu retorno, Šubašić formou um governo de cinco ministros, sendo dois deles propostos por Tito. Mihailovich perdeu seu cargo de ministro da Guerra. Ele se recusou a reconhecer o novo governo e continuou a proclamar sua lealdade ao rei.
No dia 12 de setembro, o rei foi ao rádio pedir às pessoas que apoiassem Tito.
Šubašić encontrou-se com Tito em Belgrado a 1 de novembro. De acordo com o acordo, o rei não foi autorizado a retornar ao país até que um plebiscito fosse realizado sobre a monarquia. Depois que Šubašić voltou a Londres, o rei rejeitou o acordo e substituiu Šubašić em 23 de janeiro de 1945. Mas sob pressão britânica, o rei foi obrigado a chamá-lo de volta seis dias depois e aceitar o princípio de uma regência.
Duas semanas depois, Šubašić e seus ministros foram para Belgrado. Um novo governo de coalizão foi formado em 7 de março, no qual Tito controlava 20 ministros de 28. Isso acabou com o governo no exílio.

## Forças Armadas
No exílio, as Forças Reais Iugoslavas estiveram inicialmente sob o comando do General Bogoljub Ilić como ministro do Exército, Marinha e Aeronáutica e chefe do Estado-Maior, e do General Borivoj Mirković como comandante da Aeronáutica. Inicialmente, havia cerca de 1.000 homens nessas forças no Cairo. Em 12 de janeiro de 1942, o rei demitiu o primeiro-ministro, Ilić e Mirković, provocando um motim de oficiais que apoiavam o general da Força Aérea.  O rei então nomeou o coronel Draža Mihailović, líder dos Četniks na Iugoslávia, como ministro e chefe de gabinete para substituir Ilić à revelia ; ele então nomeou o general Petar Živković para atuar como vice de Mihailović em Londres e no Cairo.  Mihailović foi demitido em agosto de 1944, quando o apoio dos Aliados se afastou dos Četniks. Em 7 de março de 1945, o rei dissolveu o governo e desfez as forças armadas, proclamando os guerrilheiros de Tito como o único governo e militares legítimos. 
A primeira unidade do Exército Real Iugoslavo a ser formada no exílio foi o 1º Batalhão, Guardas Reais Iugoslavos, sob o comando do Major Živan Knežević. Compreendia um quartel-general e quatro companhias de fuzileiros (A, B, C e D). De seu complemento original de 505 homens, 411 eram eslovenos que haviam sido recrutados para o Exército Real Italiano e posteriormente capturados pelos britânicos.  Em janeiro de 1942, o comando desta unidade passou para o tenente-coronel Miloje Dinić e, em 19 de fevereiro, para o tenente-coronel. Milan Prosen, depois que Dinić foi implicado no motim pró-Mirković. (Ele e outros 57 guardas foram internados pelos britânicos no campo da Torá em março, junto com todos os 346 militares de terra da Força Aérea Iugoslava. )  No final de fevereiro, a unidade recebeu ordens de socorrer o contingente tchecoslovaco no Cerco de Tobruque, mas foi desviada para se juntar à 11ª Brigada, 4ª Divisão (Indiana) na Líbia. Em abril, recuou para Halfaya Pass e depois para Mersa Matruh. Em julho, foi transferido para o 9º Exército (Britânico) na Palestina Obrigatória para proteger a refinaria de petróleo em Haifa.  Em janeiro de 1943, quando o tenente-coronel. Franc Stropnik assumiu o comando, o batalhão tinha 850 homens fortes e bem treinados. Foi anexado à 25ª Brigada, 10ª Divisão (Indiana). Antes do final do ano, facções monárquicas e comunistas (pró-Tito) apareceram nas fileiras; números diminuíram. Quase do tamanho de uma companhia, uma unidade de alcatra foi enviada ao teatro de operações italiano com sua brigada em março de 1944.  Foi dissolvido logo depois, apesar do recrutamento de 2.000 recrutas eslovenos capturados reunidos em Argel por Prosen. Os britânicos se recusaram a transportar esses homens para o Cairo, então eles receberam tarefas trabalhistas. 
Após a queda da Iugoslávia, 105 membros da Marinha Real Iugoslava, sob o comando do Comandante Z.V. Adamić, juntaram-se à Frota do Mediterrâneo em Alexandria, no Egito.  Dois barcos torpedeiros a motor (MTBs), Durmitor e Kajmakčalan, e um submarino, Nebojša, correram o desafio do Adriático, fugindo da Marinha Real Italiana, e chegaram à Baía de Suda em 22-23 de abril antes de prosseguir para Alexandria.  Os MTBs participaram da Campanha da Síria-Líbano, enquanto Nebojša realizou exercícios de treinamento.  Dez hidroaviões da Força Aérea Naval também escaparam. Em 3 de junho de 1941, oito Dornier Do 22 e dois Rogožarski SIM-XIV-H formaram o 2º Esquadrão (Iugoslavo) do Esquadrão Nº 230 da RAF, com sede em Abuquir. Eles participaram da Batalha de Creta e patrulharam a costa africana até que a unidade foi dissolvida em 23 de abril de 1942.  No final de 1943, o comandante J. Saksida recebeu o comando de uma flotilha de torpedeiros localizada em Malta, que incluía alguns ex-MTBs iugoslavos que haviam sido capturados pela Itália em 1941 e depois rendidos aos Aliados após o Armistício de Cassibile, bem como três minelayers: Melinje, Miljet e Villa . A Marinha Iugoslava também operava oito ex-PT boat americanos e, após 11 de janeiro de 1944, o ex-HMS Mallow, saindo de Livorno, na Itália. Em março de 1945, todos os navios reais iugoslavos se reuniram em Ancona em preparação para a entrega às forças de Tito, que ocorreu em agosto.  As negociações para a transferência dos navios sob comando britânico ocorreram em Vis. O representante real era o capitão Ivan Kern, a quem Tito mais tarde promoveu a contra-almirante.
As onze aeronaves da Força Aérea Real Iugoslava para chegar a Alexandria foram requisitadas pelos britânicos. Vários Savoia-Marchetti SM.79 pilotados por iugoslavos juntaram-se ao No. 117 Squadron RAF e voaram em missões de transporte ao longo da rota aérea de Takoradi.  Em 2 de julho de 1942, o pessoal da Força Aérea Iugoslava internado e os guardas em Alexandria foram formados no 244º Batalhão Temporário do Regimento Real do Rei, mas após um motim pró-Tito em novembro de 1943, a unidade foi dissolvida. Seu pessoal foi transferido para a Guarda Real diminuída, enquanto 224 dos homens da Força Aérea se juntaram à Força Aérea dos Bálcãs na Líbia.  Juntados por voluntários guerrilheiros, esses homens formaram o Esquadrão nº 352 da RAF em 22 de abril de 1944 e o Esquadrão nº 352 em 1º de julho. Eles voaram principalmente Hawker Hurricanes e Supermarine Spitfires em operações sobre a Iugoslávia em apoio aos guerrilheiros. Ambos os esquadrões foram dissolvidos em 15 de junho de 1945. 

## Primeiros-ministros
| Retrato | Retrato | Nome (Nascimento-Morte)        | Mandato               | Mandato               | Partido                                |
| Retrato | Retrato | Nome (Nascimento-Morte)        | Início                | Fim                   | Partido                                |
| ------- | ------- | ------------------------------ | --------------------- | --------------------- | -------------------------------------- |
| 1       |         | Dušan Simović (1882–1962)      | 27 de abril de 1941   | 12 de janeiro de 1942 | Independente (Exército Real Iugoslavo) |
| 2       |         | Slobodan Jovanović (1869–1958) | 12 de janeiro de 1942 | 18 de junho de 1943   | Independente                           |
| 3       |         | Miloš Trifunović (1871–1957)   | 18 de junho de 1943   | 10 de agosto de 1943  | Partido Radical do Povo (NRS)          |
| 4       |         | Božidar Puric (1891–1977)      | 10 de agosto de 1943  | 8 de julho de 1944    | Independente                           |
| 5       |         | Ivan Šubašić (1892–1955)       | 8 de julho de 1944    | 7 de março de 1945    | Partido Camponês Croata (HSS)          |

#### Livros
- Creveld, Martin L. Van (1973). Hitler's Strategy 1940–1941: The Balkan Clue. London, United Kingdom: Cambridge University Press. ISBN 978-0-521-20143-8
- Dragnich, Alex N. (1983). The First Yugoslavia: Search for a Viable Political System. Stanford, California: Hoover Press. ISBN 978-0-8179-7843-3
- Frank, Tibor (2001). «Treaty Revision and Doublespeak: Hungarian Neutrality, 1939–1941». In:  Wylie. European Neutrals and Non-Belligerents During the Second World War. Cambridge, United Kingdom: Cambridge University Press. pp. 150–191. ISBN 978-0-521-64358-0
- Goldstein, Ivo (2003).  Goldstein, ed. Hrvatska povijest (em servo-croata). Zagreb, Croatia: Novi Liber. ISBN 978-953-6045-22-8
- Hehn, Paul N. (2005). A Low Dishonest Decade : The Great Powers, Eastern Europe, and the Economic Origins of World War II, 1930–1941. London, United Kingdom: Continuum International Publishing Group. ISBN 978-0-8264-1761-9
- Hoptner, Jacob B. (1963). Yugoslavia in crisis, 1934–1941. New York, New York: Columbia University Press. OCLC 310483760
- Malcolm, Noel (1994). Bosnia: A Short History. New York, New York: New York University Press. ISBN 978-0-8147-5520-4
- Milazzo, Matteo J. (1975). The Chetnik Movement & the Yugoslav Resistance. Baltimore, Maryland: Johns Hopkins University Press. ISBN 978-0-8018-1589-8
- Pavlowitch, Stevan K. (2007). Hitler's New Disorder: The Second World War in Yugoslavia. New York: Columbia University Press. ISBN 978-1-85065-895-5
- Ramet, Sabrina P. (2006). The Three Yugoslavias: State-Building and Legitimation, 1918–2005. Bloomington, Indiana: Indiana University Press. ISBN 978-0-253-34656-8
- Ramet, Sabrina P.; Lazić, Sladjana (2011). «The Collaborationist Regime of Milan Nedić». In:  Ramet; Listhaug. Serbia and the Serbs in World War Two. London, United Kingdom: Palgrave Macmillan. pp. 17–43. ISBN 978-0-230-27830-1
- Roberts, Walter R. (1987). Tito, Mihailović and the Allies: 1941–1945. New Brunswick, New Jersey: Duke University Press. ISBN 978-0-8223-0773-0
- Singleton, Fred (1985). A Short History of the Yugoslav Peoples. New York, New York: Cambridge University Press. ISBN 978-0-521-27485-2
- Tomasevich, Jozo (1969). «Yugoslavia During the Second World War». In:  Vucinich. Contemporary Yugoslavia: Twenty Years of Socialist Experiment. Berkeley, California: University of California Press. pp. 59–118. OCLC 652337606
- Tomasevich, Jozo (1975). War and Revolution in Yugoslavia, 1941–1945: The Chetniks. Stanford, California: Stanford University Press. ISBN 978-0-8047-0857-9
- Tomasevich, Jozo (2001). War and Revolution in Yugoslavia, 1941–1945: Occupation and Collaboration. Stanford, California: Stanford University Press. ISBN 978-0-8047-3615-2
- Torkar, Blaz (2018). «The Yugoslav Armed Forces in Exile: From the Yugoslav Royal Guard Battalion to the Overseas Brigades». In:  Smetana. Exile in London: The Experience of Czechoslovakia and the Other Occupied Nations, 1939-1945. Prague: Karolinum. ISBN 978-8024637013
- Trevor-Roper, Hugh (1964). Hitler's War Directives: 1939–1945. London, United Kingdom: Sidgwick and Jackson. ISBN 978-1-84341-014-0

#### Jornais
- Dizdar, Zdravko (Jan 2007). «Bjelovarski ustanak od 7. do 10. travnja 1941.» [Bjelovar Uprising, 7 to 10 April 1941]. Časopis za suvremenu povijest [Journal of Contemporary History] (em servo-croata). 39 (3): 581–609
- Hadži-Jovančić, Perica (Mar 2020). «Losing the Periphery: The British Foreign Office and Policy Towards Yugoslavia, 1935-1938». Diplomacy & Statecraft. 31 (1): 65–90. doi:10.1080/09592296.2020.1721060
- Kay, M. A. (1991). «The Yugoslav Government-in-Exile and the Problems of Restoration». East European Quarterly. 25 (1): 1–19
- Onslow, Sue (Mar 2005). «Britain and the Belgrade Coup of 27 March 1941 Revisited» (PDF). University of London. Electronic Journal of International History (8): 359–370. ISSN 1471-1443
- Pavlowitch, Stevan K. (1981). «Out of Context: The Yugoslav Government in London, 1941–1945». Journal of Contemporary History. 16 (1): 89–118. doi:10.1177/002200948101600106
- Pavlowitch, Stevan K. (1982). «The Foreign Office, King Peter and His Official Visit to Washington». East European Quarterly. 16 (4): 453–66
- Pavlowitch, Stevan K. (1984). «Momčilo Ninčić and the European Policy of the Yugoslav Government in Exile, 1941-1943: I». The Slavonic and East European Review. 62 (3): 400–20
- Pavlowitch, Stevan K. (1984). «Momčilo Ninčić and the European Policy of the Yugoslav Government in Exile, 1941-1943: II». The Slavonic and East European Review. 62 (4): 531–51
- Presseisen, Ernst L. (Dez 1960). «Prelude to "Barbarossa": Germany and the Balkans, 1940–1941». University of Chicago Press. Journal of Modern History. 32 (4): 359–370. JSTOR 1872611. doi:10.1086/238616
- Stafford, David A. T. (Set 1977). «SOE and British Involvement in the Belgrade Coup d'État of March 1941». Association for Slavic, East European, and Eurasian Studies. Slavic Review. 36 (3): 399–419. JSTOR 2494975. doi:10.2307/2494975
- Starič, Jerca Vodušek (2005). «The Concurrence of Allied and Yugoslav Intelligence Aims and Activities». The Journal of Intelligence History. 5 (1): 29–44. doi:10.1080/16161262.2005.10555107